# Albert de Gondi
Albert de Gondi (ur. 4 listopada 1522 we Florencji, zm. 12 kwietnia 1602 w Paryżu) – francuski dowódca wojskowy pochodzenia włoskiego.
Albert de Gondi był najstarszym z trzech synów florentyńskiego kupca i bankiera Antoine-Guidobaldo de Gondi (1486-1560). Guidobaldo początkowo przeprowadził się do Lyonu. Został przyjęty na dwór Katarzyny Medycejskiej. W latach 30. i 40. piastował funkcje dworskie za Henryka II Walezjusza – męża Katarzyny, a następnie Henryka III Walezego. Wniósł podwaliny pod potęgę rodu de Gondich w XVI i XVII wieku.
Albert natomiast ożenił się w 1565, mając 43 lata, z Claude-Catherine de Clermont-Dampierre, wdową po księciu Retz. Dzięki temu nabył baronię Retz, która w 1581 została podniesiona do rangi księstwa, a Albert otrzymał tytuł księcia Retz. Odznaczył się w licznych wojnach i w 1573 został mianowany marszałkiem. Odgrywał znaczącą rolę w otoczeniu Henryka III Walezego (towarzyszył mu w podróży do Polski), a potem przeszedł na stronę Henryka IV Burbona.
Jego młodszy brat – Pierre de Gondi został biskupem Paryża oraz kardynałem.